# OKUD Istra
OKUD "Istra" je ustanovljen 15. veljače 1959. Više od pedeset godina okuplja mlade i one koji se tako osjećaju, ali i one koji se žele tako osjećati.
U počecima rada krajem 50-tih i početkom 60-tih godina prošloga stoljeća, pri OKUD-u "Istra" djelovalo je mnoštvo sekcija, počevši od folklora preko dramskih i recitatorskih sekcija pa do pionirske limene glazbe i tamburaškog orkestra. Već od tada OKUD "Istra" organizira i tečajeve sviranja na raznim instrumentima.
Tako je 1968. godine ustanovljena i glazbena škola, koja je djelovala do 1975. godine. Početkom je 70-tih bilo upisano preko 500 djece u razne tečajeve. Sviralo se na violini, klaviru, gitari, klarinetu i ostalim puhačkim i gudačkim instrumentima.
Tijekom proteklih 50 godina u OKUD-u "Istra" se glazbeno opismenilo više tisuća mladih ljudi. Mnogi su kasnije glazbu izabrali kao životni poziv te danas rade u osnovnom i glazbenim školama diljem Hrvatske, ali i Europe.
Kako je muziciranje na harmonici u drugoj polovici prošlog stoljeća postajalo sve popularnije, a broj harmonikaša naglo je rastao, pokazalo se potrebnim da se harmonikaši bolje obrazuju. Zahvaljujući djelovanju OKUD-a "Istra" otvaraju se u tadašnjim muzičkim školama odjeli harmonike, a otvaranje nekih glazbenih škola OKUD "Istra" i sam potiče. Neupitan je također i doprinos OKUD-ovih aktivnosti otvaranju odjela za harmoniku na Filozofskom fakultetu u Puli.
Od samog ustanovljenja programi OKUD-a "Istra" usmjereni su ka popularizaciji harmonike, ali i boljem obrazovanju harmonikaša pa su tako pri OKUD-u "Istra" 70-tih godina organizirani seminari za nastavnike harmonike. Na tim su seminarima tadašnji eminentni harmonikaški pedagozi prenosili svoja znanja nastavnicima harmonike koji tada nisu imali mogućnosti školovati se na tom instrumentu. Tijekom seminara moglo se polagati završne ispite iz harmonike na nivou osnovne škole.